# Hien Luong-bruggen

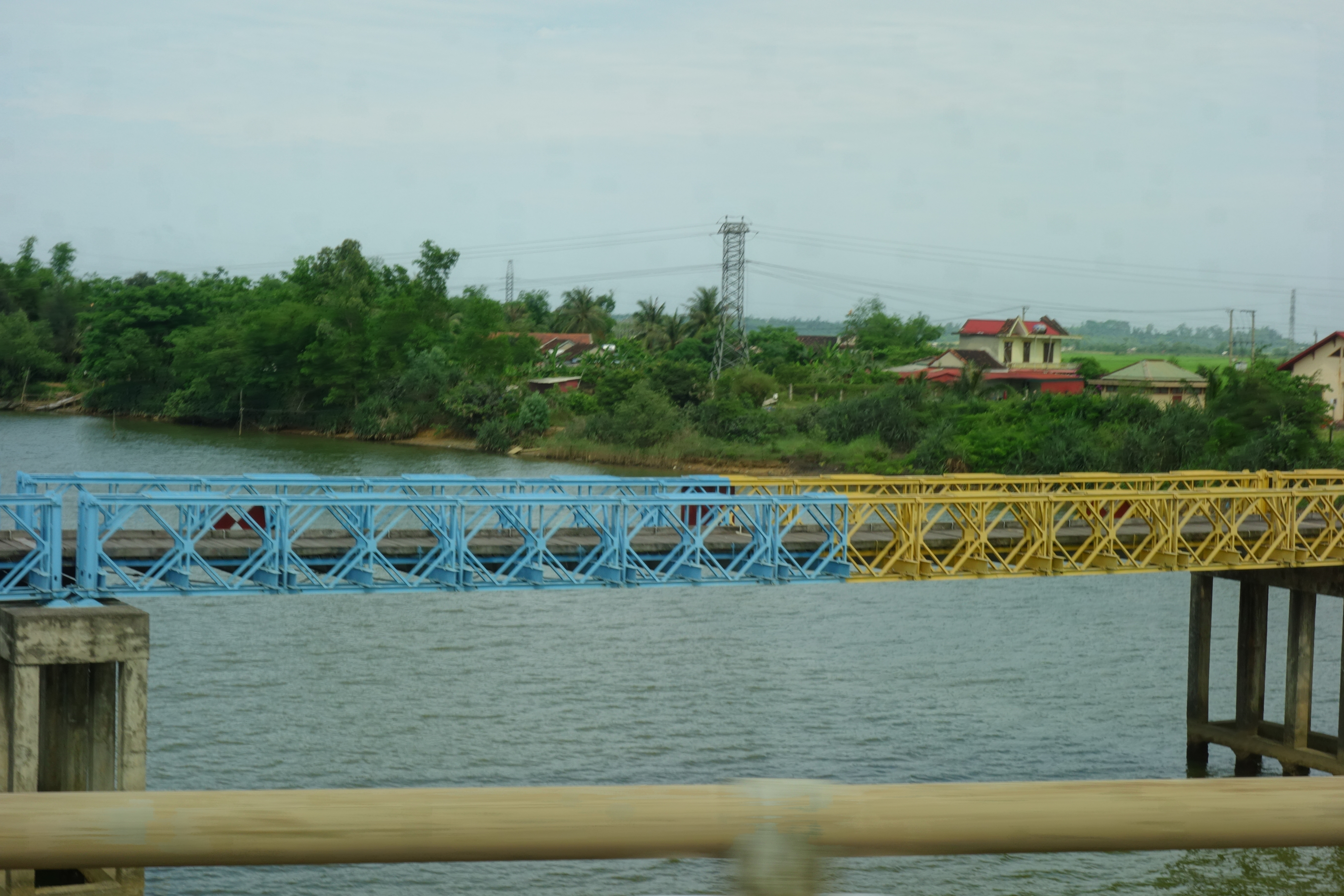
De oude houten Hiền Lươngbrug

De Hiền Lương-bruggen (Vietnamees: Cầu Hiền Lương) zijn twee naast elkaar liggende bruggen over de Bến Hải in Vietnam.
Bij de Akkoorden van Genève in 1954 werd bepaald, dat de Democratische Republiek van Vietnam gesplitst zou worden in Noord-Vietnam en Zuid-Vietnam. De grens kwam te liggen op de 17e breedtegraad noord. Tussen Noord- en Zuid-Vietnam lag de gedemilitariseerde zone. Deze brug lag in deze zone.
De eerste brug was een balkbrug. Ten tijde van de splitsing van de landen, was het hout van deze brug in de kleur rood geverfd, naar de kleuren van het communistische Noord-Vietnam. Het zuiden van de brug was geel geverfd, naar de kleuren van het kapitalistische Zuid-Vietnam. In 1976 worden na de Val van Saigon in 1975 Noord- en Zuid-Vietnam herenigd tot Vietnam. De gedemilitariseerde zone verliest haar functie.
Bij de bruggen staan tal van monumenten, zoals een vredespoort en een vlaggentoren. De vredespoort en de vlaggentoren staan aan de noordoever van de brug. Op de zuidoever staat het grensmonument en een herenigingsmonument.
Naast de oude houten brug ligt een modernere brug, die gebouwd is na de Akkoorden van Parijs. Over deze brug gaat de Nationale weg 1A.

## Afbeelding

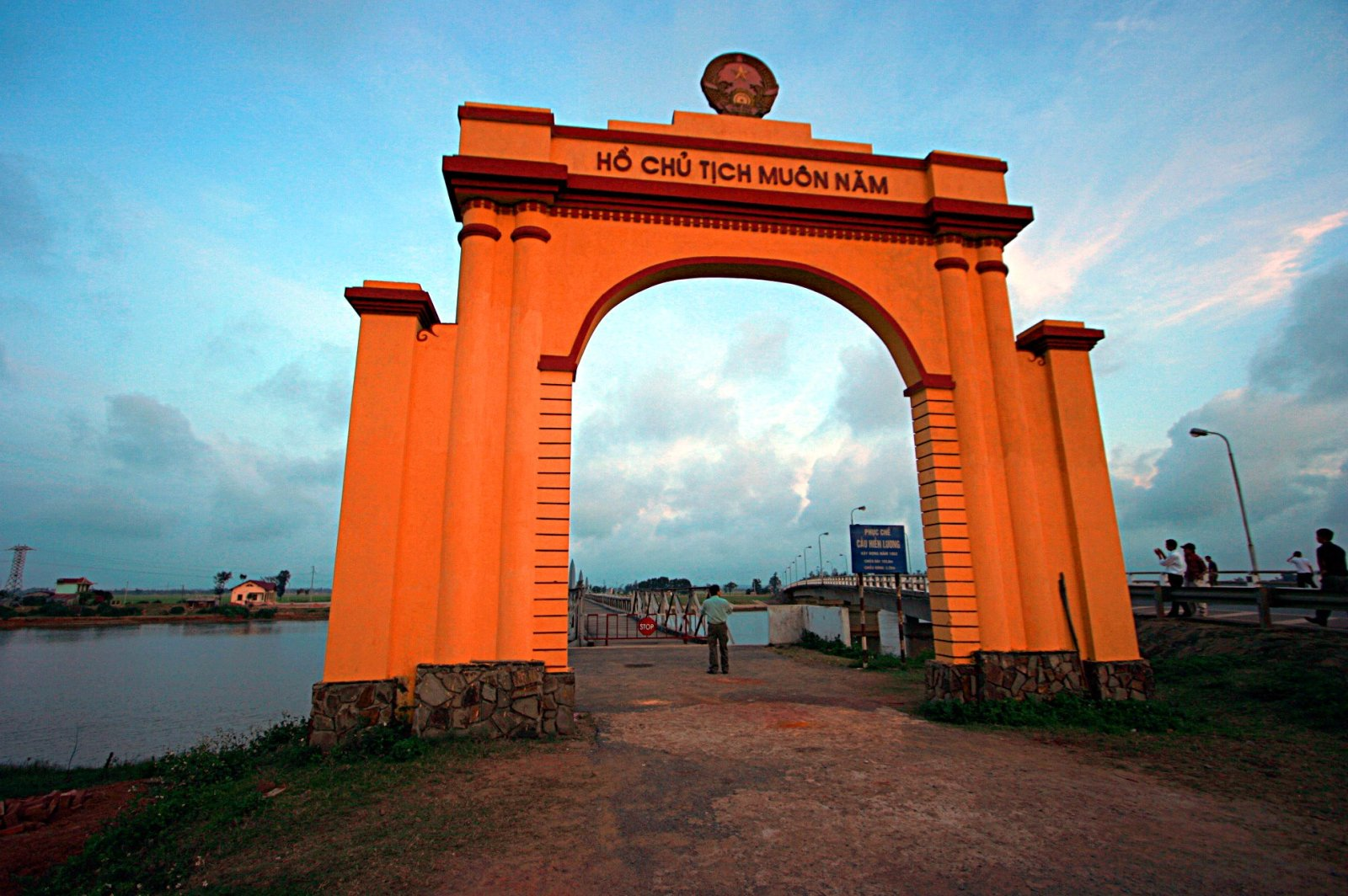